# Sid Hammerback
Sid Hammerback est un personnage de fiction, héros de la série télévisée Les Experts : Manhattan. L'acteur américain Robert Joy joue ce rôle.

## Biographie
Sid Hammerback  Médecin légiste décrit comme un « Off-the-charts genius » que l’on pourrait traduire par « le génie hors norme » par ses collègues. Dans la saison 5, il a failli mourir irradié au thallium 235. Dans la saison 8, il devint millionnaire pour avoir inventé un oreiller révolutionnaire acheté par une société japonaise.
Il aime son travail et le prend très au sérieux, malgré la surcharge de travail, même s’il se réserve parfois le privilège de se plaindre.
Il est divorcé et a deux filles.
Malgré quelques excentricités de sa part, Hammerback est très attentionné au bien-être de ses coéquipiers, allant même jusqu'à inviter Mac Taylor pour Thanksgiving.
Dans l'épisode 11 de la saison 9, on apprend qu'il souffre d'un cancer, et que son espérance de vie est estimée entre 1 jour et 10 ans.